# Rein en fer à cheval

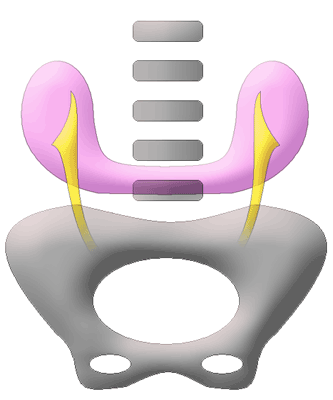
Rein en fer à cheval

Le rein en fer à cheval correspond à la fusion des deux reins le plus souvent au niveau de leur pôle inférieur l'ensemble prenant une forme de U d'où cette appellation.

## Définition
Il s'agit de l'anomalie de fusion la plus fréquente estimée à 0.25% de la population générale avec une prédominance masculine (2/1).
Il peut être isolé ou s'intégrer dans un syndrome malformatif (Syndrome de Turner ou Trisomie 18) ou encore à d'autre malformation de l'appareil urinaire,.
Souvent asymptomatique sa découverte est alors fortuite sur un examen d'imagerie (échographie / scanner).
Plus rarement il peut être sujet à des complications tel que l'hydronéphrose , l'apparition de lithiases ou l'infection,.
L'aspect est celui d'un pont unissant les deux reins sur la ligne médiane en avant des gros vaisseaux (aorte et veine cave inférieure).
Les uretères passent généralement en avant du pont qui peut être parenchymateux ou fibreux.